# Leichtathletik-Europameisterschaften 2012/Speerwurf der Männer

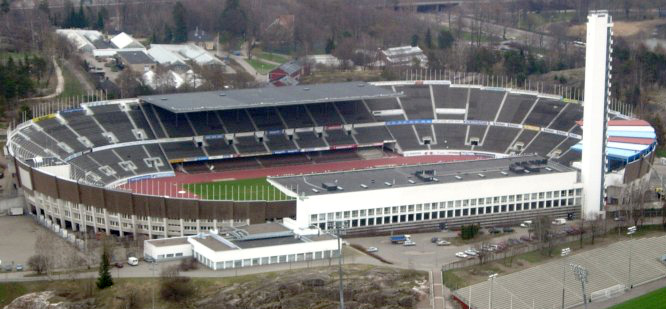
Das Olympiastadion Olympiastadion Helsinki im Jahr 2005

Der Speerwurf der Männer bei den Leichtathletik-Europameisterschaften 2012 wurde am 27. und 28. Juni 2012 im Olympiastadion der finnischen Hauptstadt Helsinki ausgetragen.
Europameister wurde der Tscheche Vítězslav Veselý. Den zweiten Rang belegte der Russe Waleri Iordan. Der Finne Ari Mannio kam auf den dritten Platz.

## Bestehende Rekorde
| Weltrekord           | 98,48 m | Jan Železný   | Jena, Deutschland   | 25. Mai 1996    |
| Europarekord         | 98,48 m | Jan Železný   | Jena, Deutschland   | 25. Mai 1996    |
| Meisterschaftsrekord | 89,72 m | Steve Backley | EM Budapest, Ungarn | 23. August 1994 |

Der bestehende EM-Rekord wurde bei diesen Europameisterschaften nicht erreicht. Die größte Weite erzielte der später im Finale drittplatzierte Finne Ari Mannio in der Qualifikation (Gruppe A) mit 84,31 m, womit er 5,41 m unter dem Rekord blieb. Zum Welt- und Europarekord fehlten ihm 14,17 m.

## Doping
Der in der Qualifikation als Letzter der Gruppe A ausgeschiedene Grieche Yervásios Filippídis wurde wegen Verstoßes gegen die Dopingbestimmungen nachträglich disqualifiziert.
Da der disqualifizierte Teilnehmer das Finale nicht erreichte, gab es hier keine benachteiligten Athleten.

## Legende
Kurze Übersicht zur Bedeutung der Symbolik – so üblicherweise auch in sonstigen Veröffentlichungen verwendet:
| NM  | keine Weite (no mark)                 |
| ogV | ohne gültigen Versuch                 |
| DOP | wegen Dopingvergehens disqualifiziert |
| –   | verzichtet                            |
| x   | ungültig                              |

## Qualifikation
27. Juni 2012, 18:15 Uhr
29 Wettbewerber traten in zwei Gruppen zur Qualifikationsrunde an. Einer von ihnen (hellblau unterlegt) übertrafen die Qualifikationsweite für den direkten Finaleinzug von 83,00 m. Damit war die Mindestzahl von zwölf Finalteilnehmern nicht erreicht. Das Finalfeld wurde mit den elf nächstplatzierten Sportlern (hellgrün unterlegt) auf zwölf Werfer aufgefüllt. So reichten für die Finalteilnahme schließlich 78,89 m.
Der auf dem dreizehnten Gesamtplatz der Qualifikation platzierte Thomas Röhler erzielte wie der vor ihm rangierende Gegner 78,89 m, hatte jedoch einen um 71 Zentimeter schlechteren zweitbesten Versuch gegenüber seinem Konkurrenten Gabriel Wallin auf Rang zwölf. Damit erreichte Röhler nicht das Finale.
Die Werfer in Gruppe B, die ihren Wettbewerb erst begannen, nachdem die Qualifikation in Gruppe A bereits abgeschlossen war, konnten mitverfolgen, welche Weite sie erbringen mussten, um unter den ersten Zwölf und damit im Finale zu sein. Auf diesem Hintergrund verzichteten einige Teilnehmer auf ihre letzten Versuche, nachdem sie eine ausreichende Weite erzielt hatten.

### Gruppe A

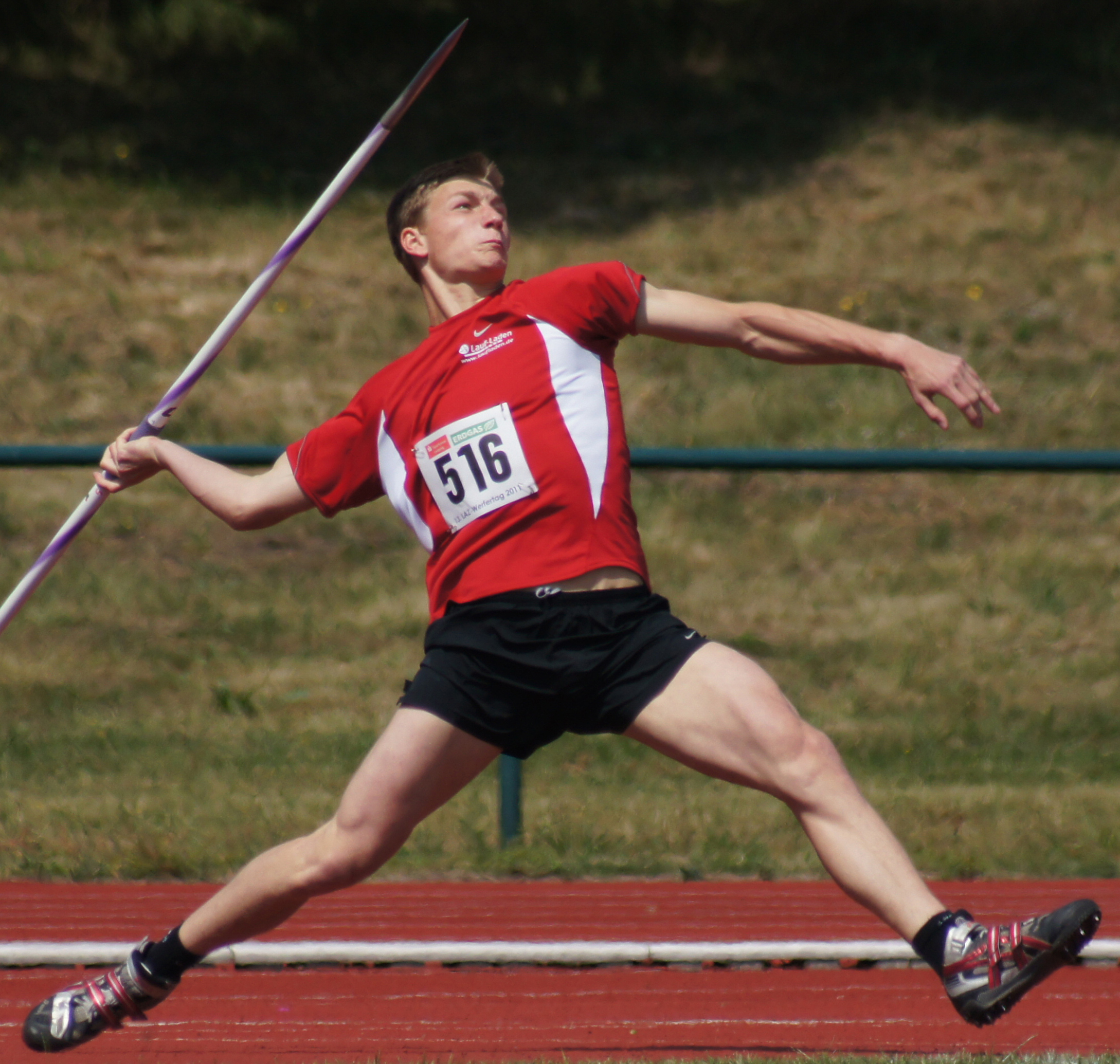
Thomas Röhler erreichte mit 78,89 m dieselbe Weite wie der zwölftplatzierte Werfer und schied nur wegen der schlechteren zweitbesten Weite aus
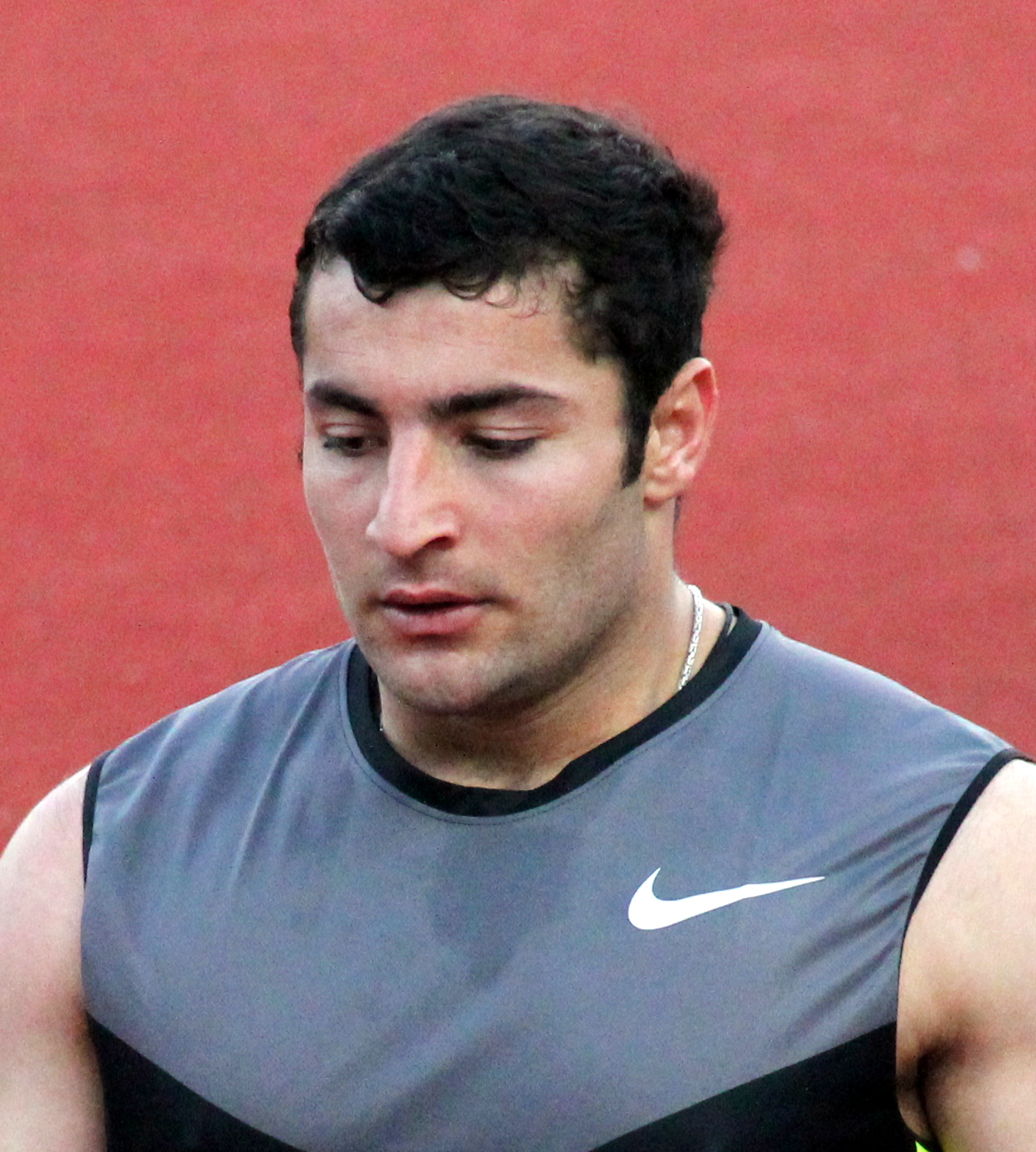
Fatih Avans 78,31 m reichten nicht für die Teilnahme am Finale
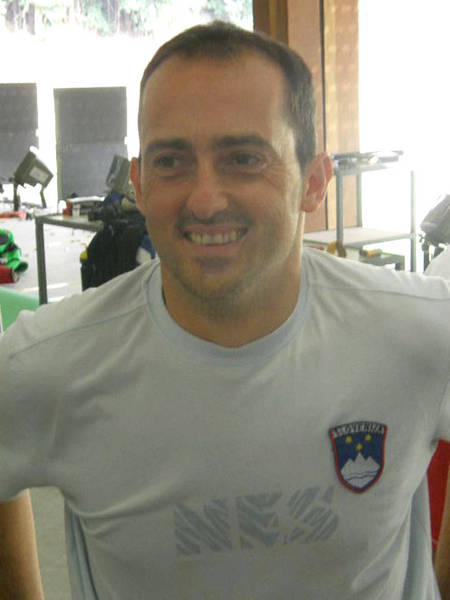
Matija Kranjc erzielte 72,49 m und schied damit aus

| Platz | Name                       | Nation       | Resultat (m) | 1. Versuch (m) | 2. Versuch (m) | 3. Versuch (m) |
| 1     | Ari Mannio                 | Finnland     | 84,31        | 77,81          | 84,31          | –              |
| 2     | Igor Janik                 | Polen        | 82,37        | 82,37          | x              | x              |
| 3     | Risto Mätas                | Finnland     | 79,34        | 79,34          | 77,03          | x              |
| 4     | Vítězslav Veselý           | Tschechien   | 79,09        | x              | 78,45          | 79,09          |
| 5     | Paweł Rakoczy              | Polen        | 79,02        | 79,02          | x              | x              |
| 6     | Gabriel Wallin             | Schweden     | 78,89        | 75,83          | 78,66          | 78,89          |
| 7     | Thomas Röhler              | Deutschland  | 78,89        | x              | 77,95          | 78,89          |
| 8     | Fatih Avan                 | Türkei       | 78,31        | 78,27          | x              | 78,31          |
| 9     | Ainārs Kovals              | Lettland     | 76,32        | x              | 71,33          | 76,32          |
| 10    | Oleksandr Nytschyportschuk | Ukraine      | 74,91        | 70.54          | 74,91          | 74,35          |
| 11    | Marko Jänes                | Estland      | 74,74        | 70,99          | 74,74          | 71,71          |
| 12    | Melik Janoyan              | Armenien     | 72,59        | 69,40          | 66,20          | 72,59          |
| 13    | Matija Kranjc              | Slowenien    | 72,49        | 72,49          | 70,67          | 70,18          |
| 14    | Zigismunds Sirmais         | Lettland     | 72,42        | x              | 71,02          | 72,42          |
| DOP   | Yervásios Filippídis       | Griechenland | 72,39        | 69,34          | 72,39          | 70,98          |

### Gruppe B

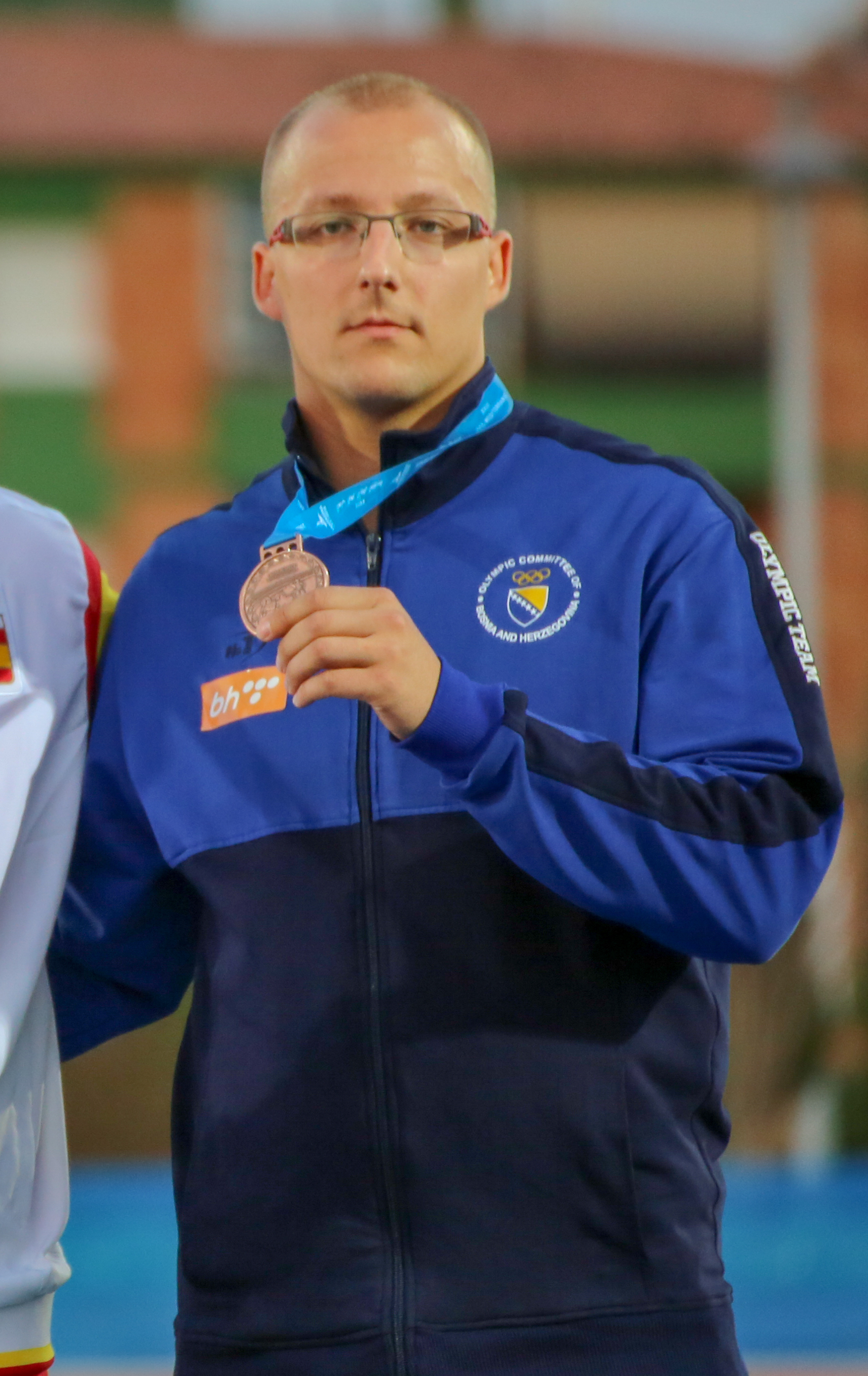
Dejan Mileusnic erzielte 73,84 m und schied damit aus
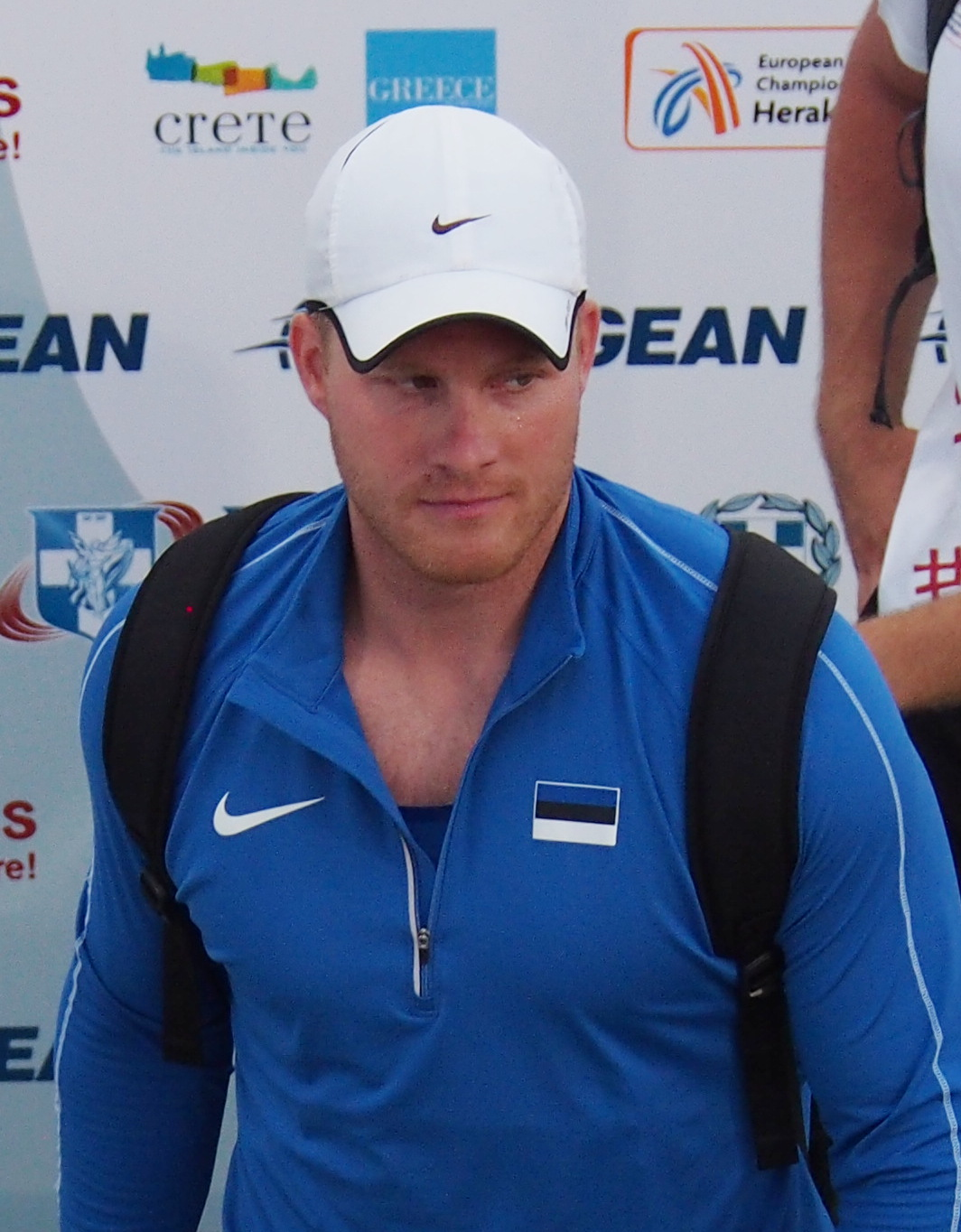
Tanel Laanmäe – mit 71,87 m in der Qualifikation ausgeschieden

| Platz | Name                | Nation                  | Resultat (m) | 1. Versuch (m) | 2. Versuch (m) | 3. Versuch (m) |
| 1     | Oleksandr Pjatnyzja | Ukraine                 | 82,37        | 81,66          | 82,37          | x              |
| 2     | Waleri Iordan       | Russland                | 82,32        | 82,32          | –              | –              |
| 3     | Kim Amb             | Schweden                | 80,69        | 76,78          | 80,69          | –              |
| 4     | Tero Pitkämäki      | Finnland                | 80,66        | 77,70          | 80,66          | –              |
| 5     | Tino Häber          | Deutschland             | 79,86        | 76,25          | 76,66          | 79,86          |
| 6     | Andreas Thorkildsen | Norwegen                | 79,34        | 79,34          | –              | –              |
| 7     | Mark Frank          | Deutschland             | 75,55        | x              | 72,61          | 75,55          |
| 8     | Bartosz Osewski     | Polen                   | 75,26        | 74,82          | 75,26          | x              |
| 9     | Dejan Mileusnić     | Bosnien und Herzegowina | 73,84        | 92,95          | 69,16          | 73,84          |
| 10    | Tanel Laanmäe       | Estland                 | 71,87        | 71,87          | x              | 68,94          |
| 11    | Martin Benák        | Slowakei                | 70,60        | 69,23          | 70,60          | 69,97          |
| 12    | Petr Frydrych       | Tschechien              | 68,88        | 68,31          | x              | 68,88          |
| NM    | Vadims Vasiļevskis  | Lettland                | ogV          | x              | x              | x              |
| NM    | Teemu Wirkkala      | Finnland                | ogV          | x              | x              | x              |

Weitere in Qualifikationsgruppe B ausgeschiedene Speerwerfer:

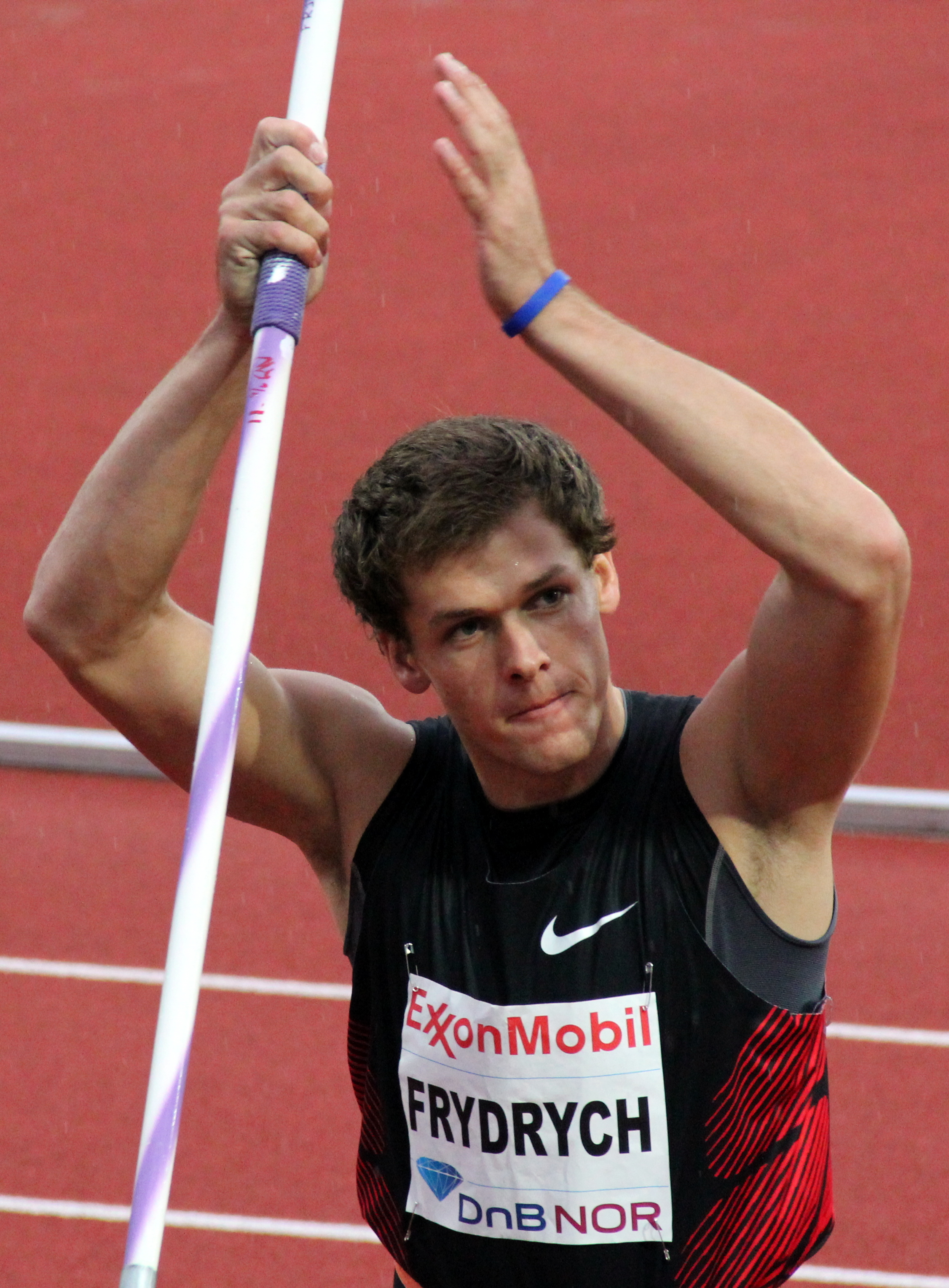
Petr Frydrych – 68,88 m
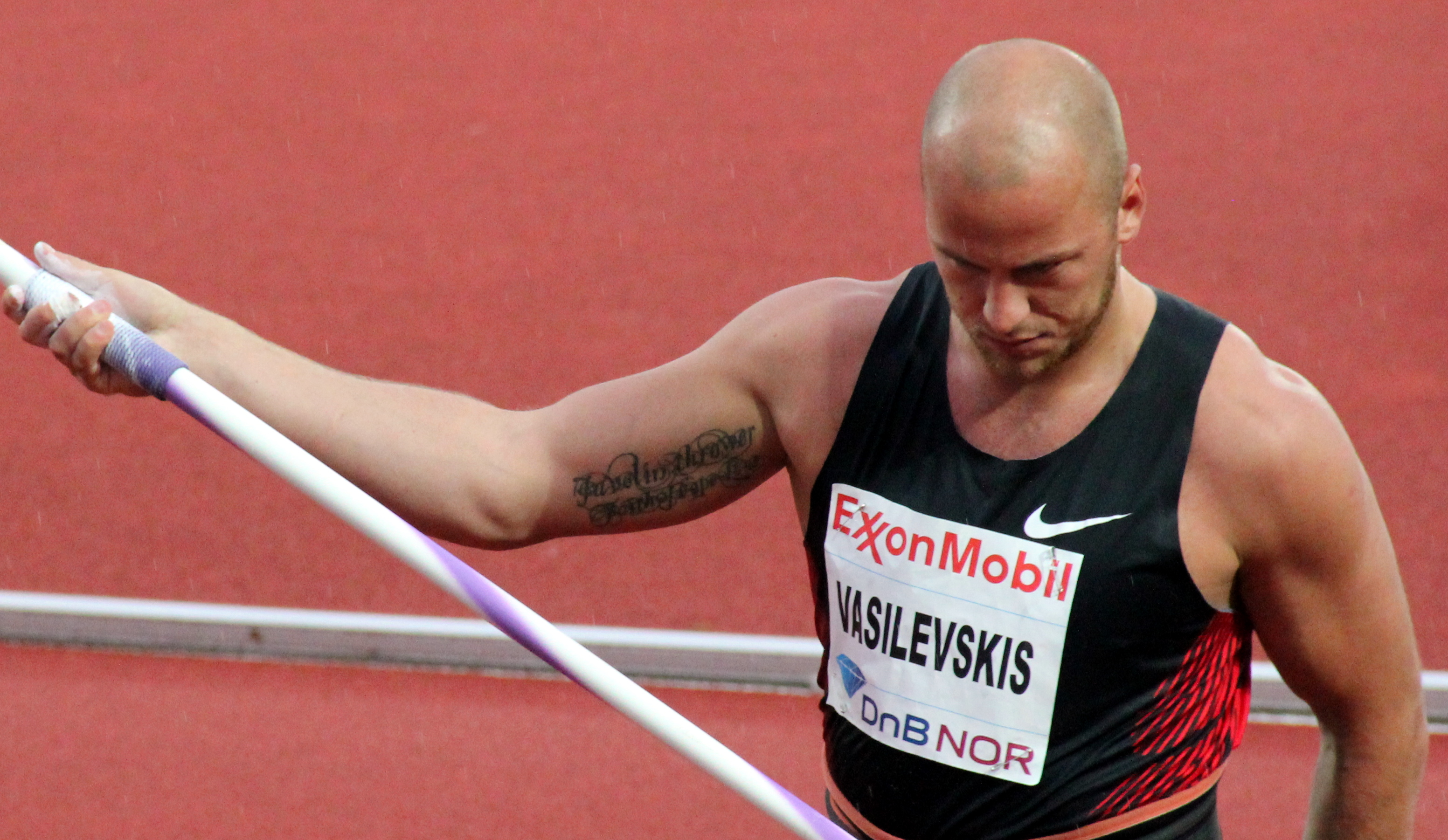
Für den Vadims Vasiļevskis – Olympiazweiter von 2004 – drei ungültige Würfe
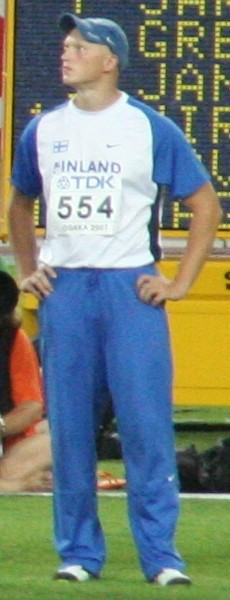
Teemu Wirkkala – kein gültiger Versuch

## Finale
28. Juni 2012, 18:45 Uhr
| Platz | Name                | Nation      | Resultat (m) | 1. Versuch (m) | 2. Versuch (m) | 3. Versuch (m) | 4. Versuch (m)                         | 5. Versuch (m)                         | 6. Versuch (m)                         |
| 1     | Vítězslav Veselý    | Tschechien  | 83,72        | 74,04          | 83,72          | 74,63          | 78,61                                  | 83,51                                  | 77,64                                  |
| 2     | Waleri Iordan       | Russland    | 83,23        | 83,23          | x              | 79,92          | –                                      | –                                      | 74,63                                  |
| 3     | Ari Mannio          | Finnland    | 82,63        | 75,93          | 82,17          | x              | 82,63                                  | x                                      | 79,04                                  |
| 4     | Andreas Thorkildsen | Norwegen    | 81,55        | 81,55          | 78,12          | 77,07          | –                                      | –                                      | –                                      |
| 5     | Oleksandr Pjatnyzja | Ukraine     | 81,41        | 81,41          | x              | 78,81          | 80,43                                  | 80,10                                  | 77,25                                  |
| 6     | Igor Janik          | Polen       | 81,21        | 79,58          | 81,21          | x              | x                                      | 79,04                                  | x                                      |
| 7     | Kim Amb             | Schweden    | 79,03        | 77,30          | 79,03          | 73,39          | 67,35                                  | –                                      | –                                      |
| 8     | Gabriel Wallin      | Schweden    | 77,18        | 71,76          | 77,18          | 74,61          | 73,26                                  | 74,43                                  | 76,42                                  |
| 9     | Tino Häber          | Deutschland | 76,11        | 71,87          | 76,11          | 74,25          | nicht im Finale der besten acht Werfer | nicht im Finale der besten acht Werfer | nicht im Finale der besten acht Werfer |
| 10    | Risto Mätas         | Finnland    | 75,85        | 75,85          | 72,92          | 74,48          | nicht im Finale der besten acht Werfer | nicht im Finale der besten acht Werfer | nicht im Finale der besten acht Werfer |
| 11    | Tero Pitkämäki      | Finnland    | 74,89        | 74,89          | x              | 74,10          | nicht im Finale der besten acht Werfer | nicht im Finale der besten acht Werfer | nicht im Finale der besten acht Werfer |
| 12    | Paweł Rakoczy       | Polen       | 70,93        | x              | 70,93          | x              | nicht im Finale der besten acht Werfer | nicht im Finale der besten acht Werfer | nicht im Finale der besten acht Werfer |

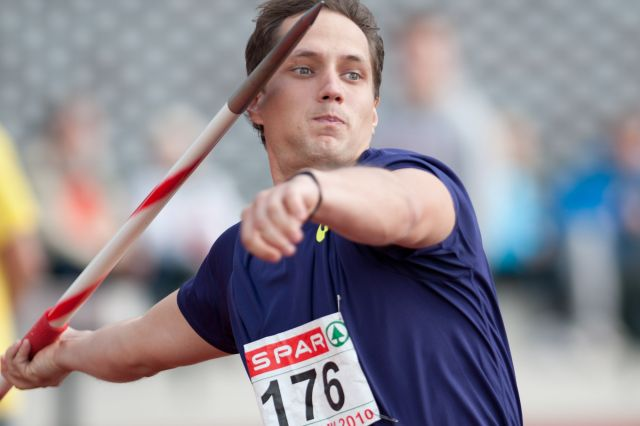
Europameister Vítězslav Veselý
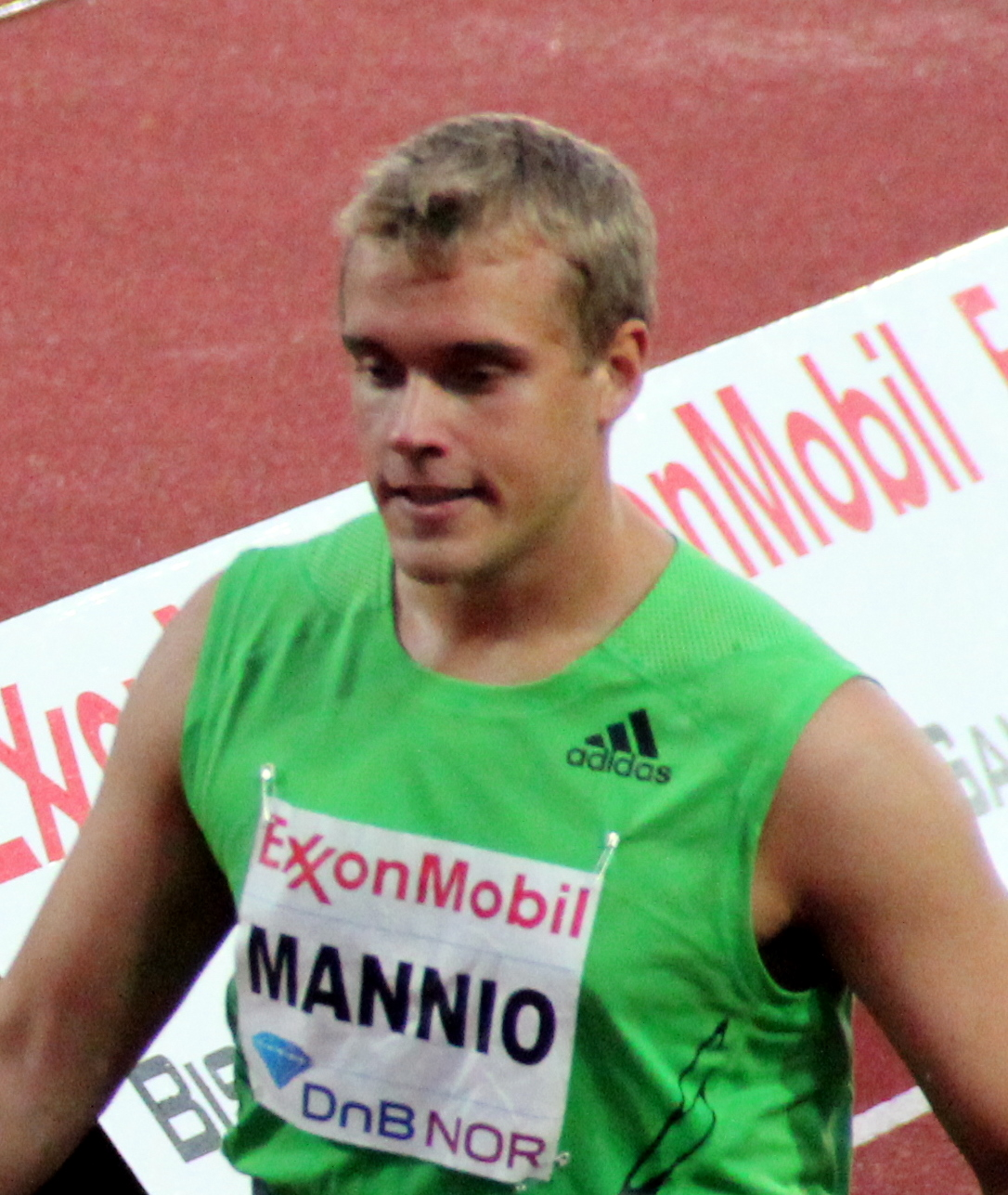
Bronzemedaillengewinner Ari Mannio
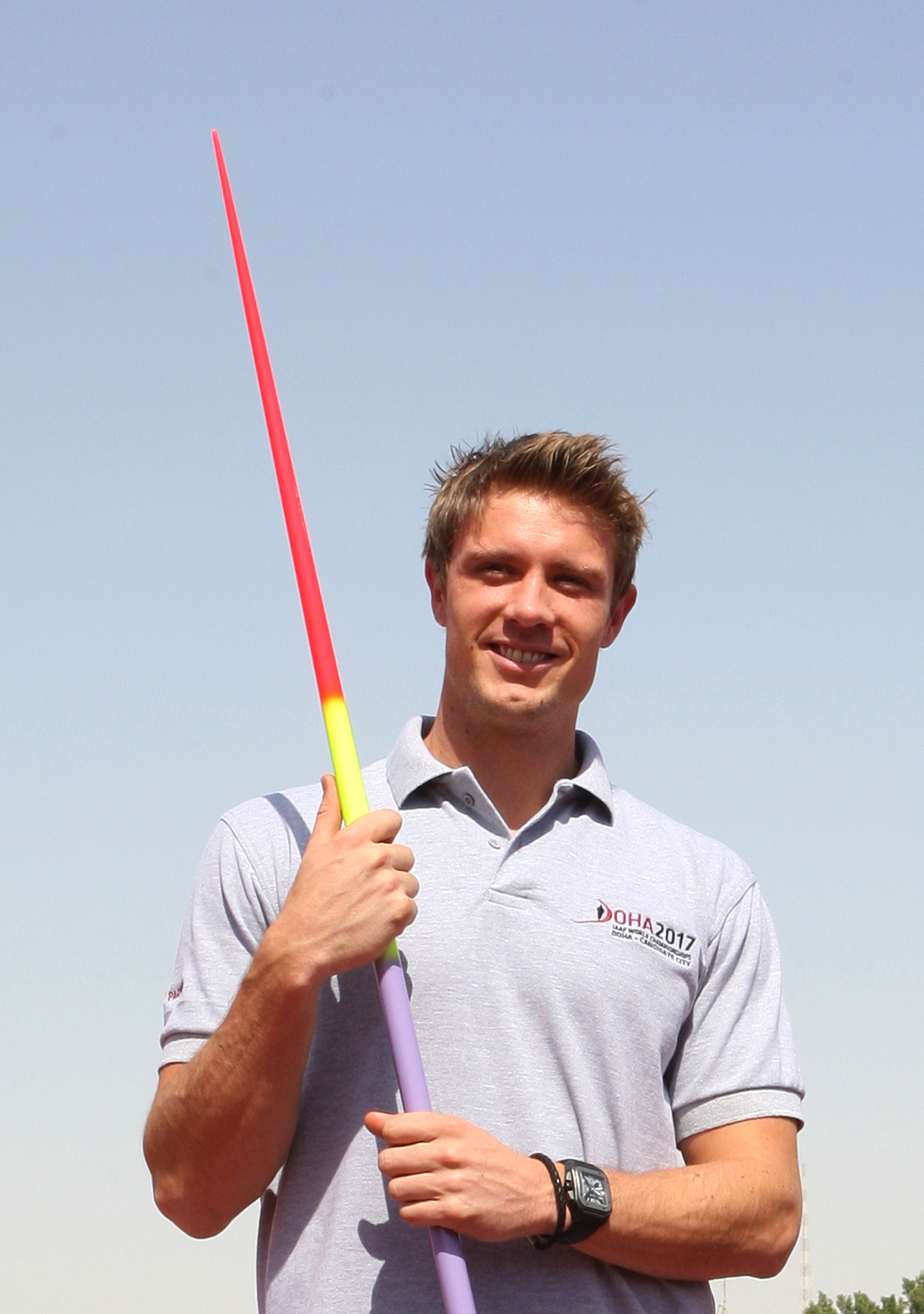
Andreas Thorkildsen, zweifacher Olympiasieger (2004/2008), Weltmeister von 2011, dreifacher Vizeweltmeister (2005/2007/2011) und zweifacher Europameister (2006/2010) belegte Rang vier
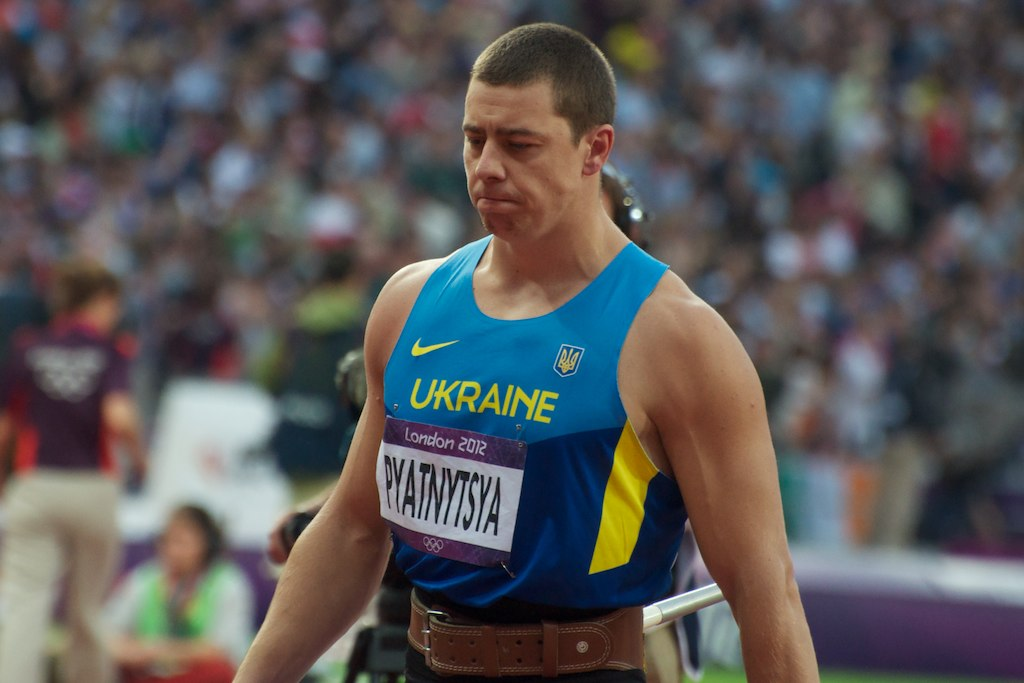
Der fünftplatzierte Oleksandr Pjatnyzja

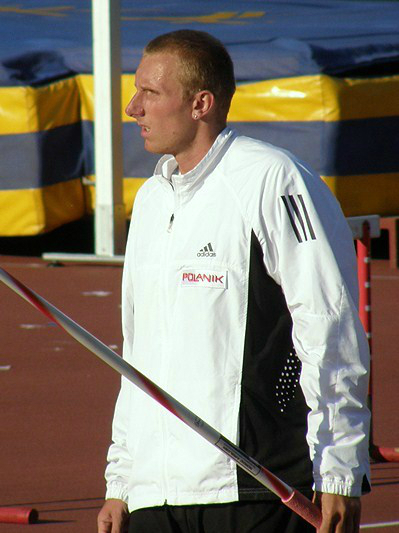
Igor Janik erreichte den sechsten Rang
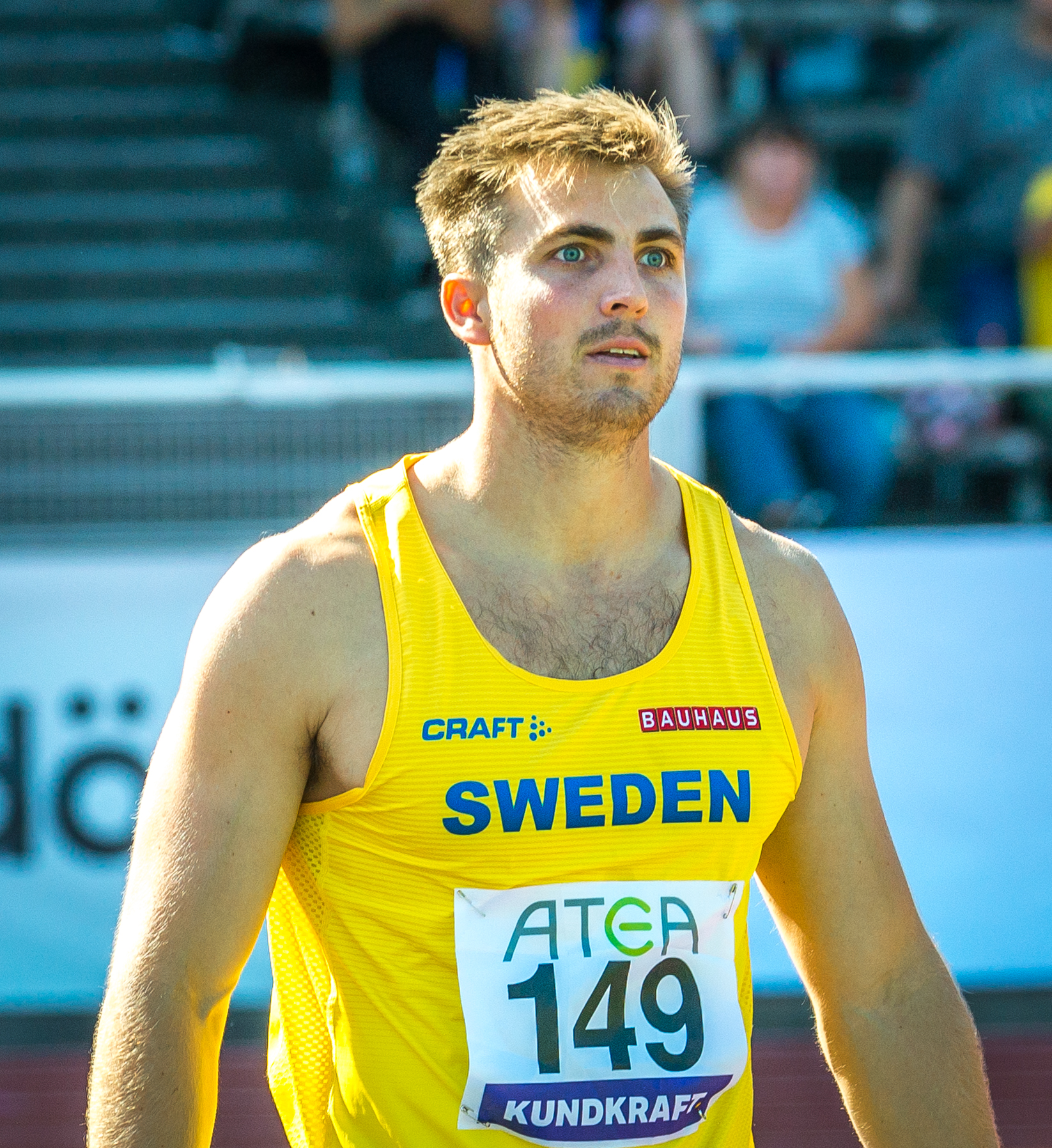
Kim Amb kam auf Platz sieben
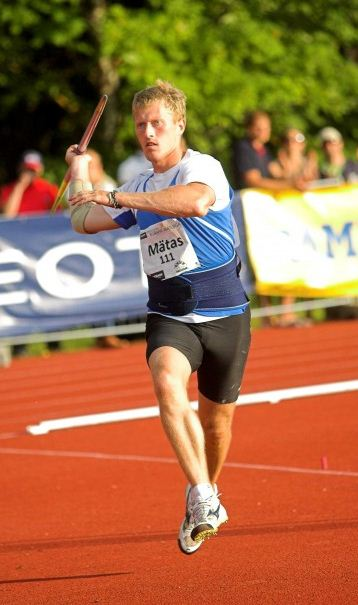
Risto Mätas wurde Zehnter
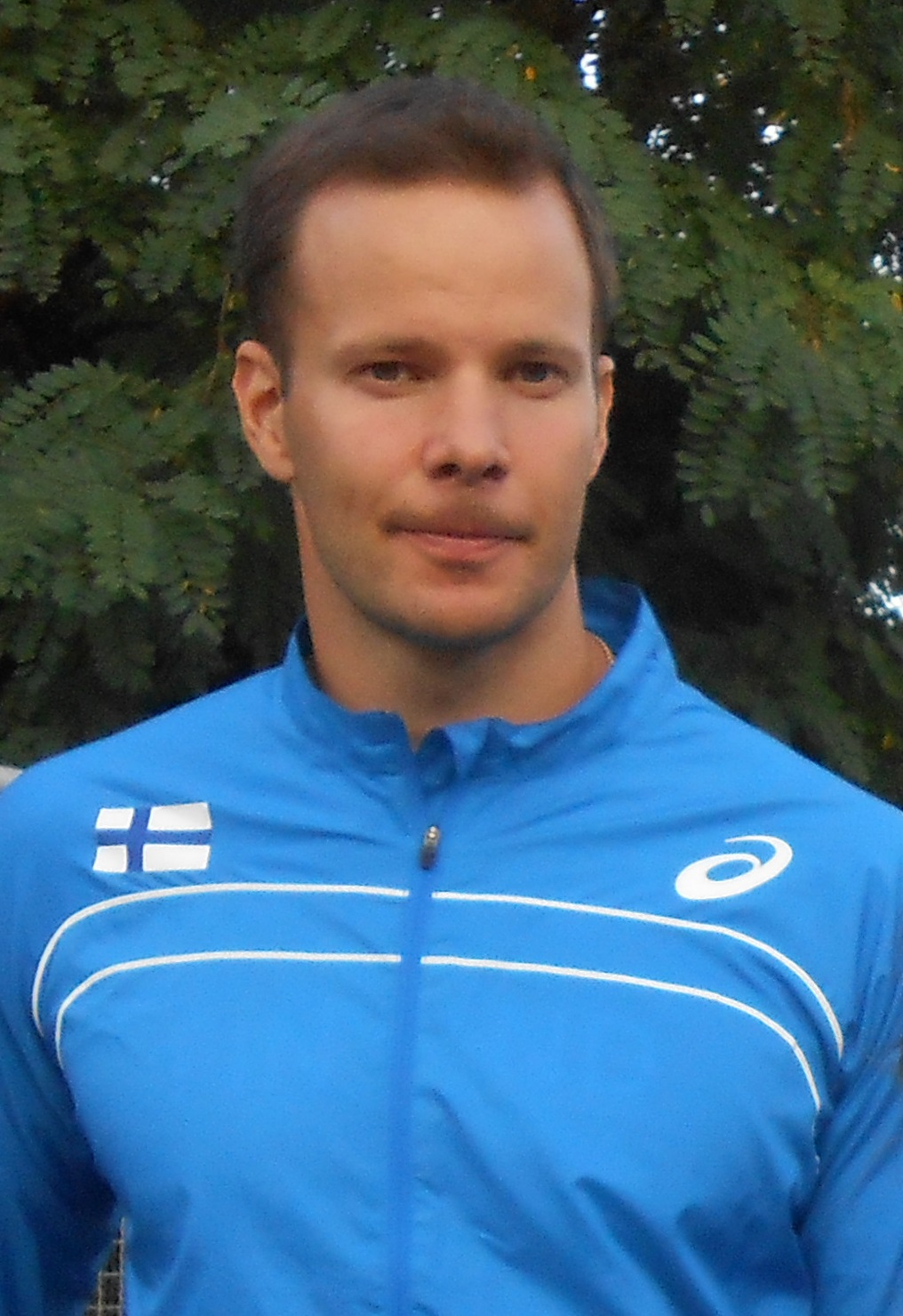
Tero Pitkämäki, 2007 Weltmeister, 2004 Olympiadritter und 2010 EM-Dritter, musste sich mit Rang elf begnügen

## Videolink
- Mens Javelin Throw 2012 European Athletics Championships Final, youtube.com, abgerufen am 28. Februar 2023